# Filip Kuba
Filip Kuba (Ostrava, 29 dicembre 1976) è un ex hockeista su ghiaccio ceco.

## Palmarès

### Olimpiadi
- Bronzo a Torino 2006.

### Mondiali
- Oro a Germania 2001.